# リチャードソンジリス
リチャードソンジリス（Urocitellus richardsonii）は、哺乳綱ネズミ目（齧歯目）リス科に分類されるジリスの1種。
カナダ南部およびアメリカ北部の草原に穴を掘って暮らす。

## 分布
アメリカ合衆国ノースダコタ州、モンタナ州西部、ミネソタ州西部、カナダアルバータ州南部、サスカチュワン州南部

## 形態
メスは、頭胴長264-318ミリメートル、尾長55-82ミリメートル、体重120-590グラム。オスは、頭胴長283-337ミリメートル、尾長65-88ミリメートル、体重290-745グラム。
体重は、時期や環境によって大きく変化する。オスの場合、冬眠前には440-745グラムあった体重が、冬眠が終わる頃には290-500グラムにまで減少する。平均的にオスはわずかにメスよりも大きく、体重も重い。被毛の色は背部が深い茶色、腹部が褐色。尾は他のジリスよりも短く、毛量が少ない。耳はとても短い。

## 生態

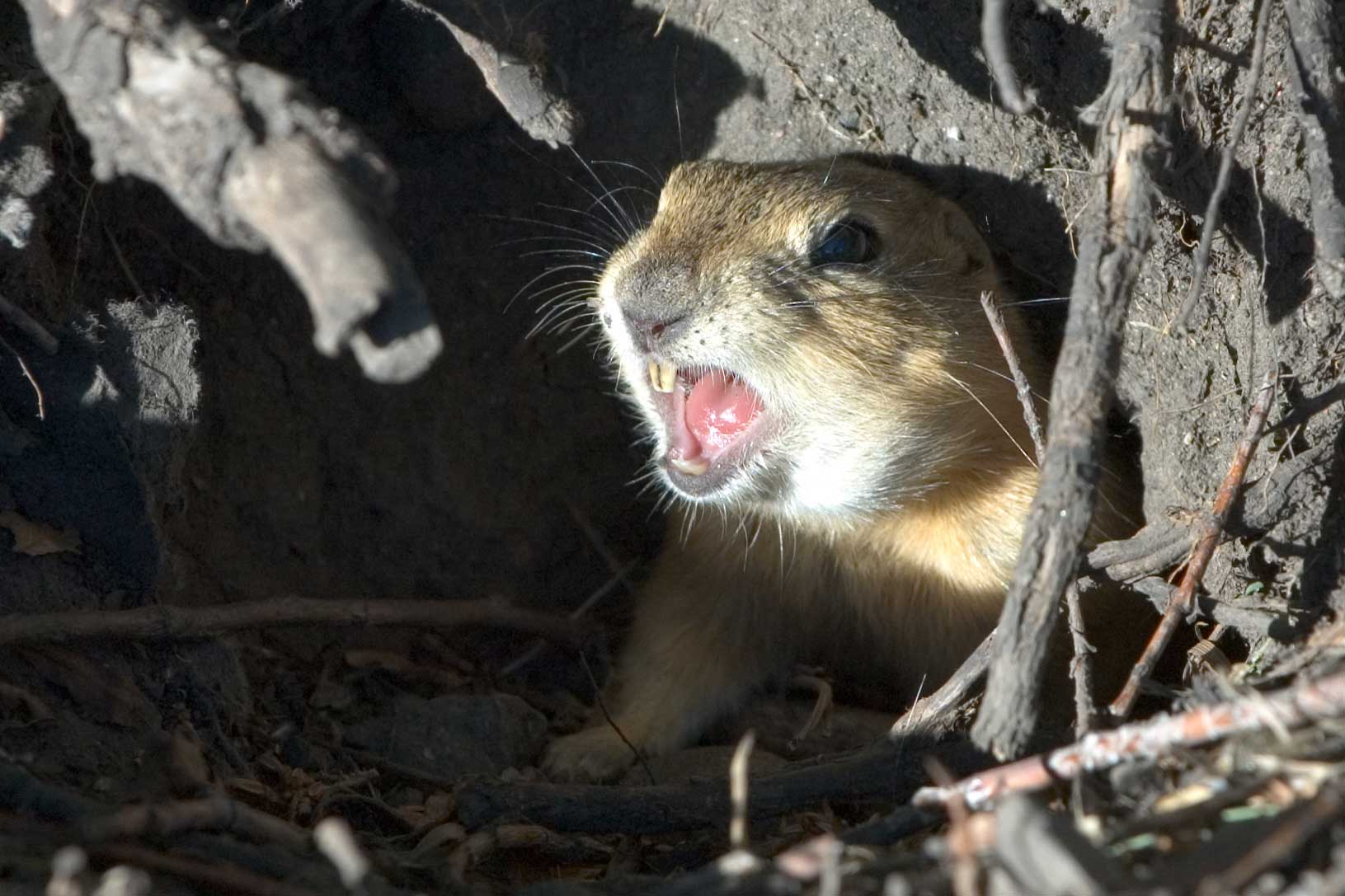
縄張り行動を見せるリチャードソンジリス

短い草の生えた平原に生息する。昼行性で、地上および地下の巣穴で暮らす。樹上性のリスのように木や高いところに登ることはない。地下にトンネルを掘って巣を作る。巣穴は最大で長さ10m、深さ25-75cmのトンネルといくつかの巣室、出入口からなる。巣穴はアナホリフクロウなどの他の草原の生き物に奪われてしまうことがある。近親のメス同士は社会性を持つが、オスは全くの単独生活者である。
自分の巣穴の敷地周辺で縄張り行動を取るが、コロニーでは穴が近接していて、捕食者が近づいたときはお互いに発する警戒音を聞き取ることができる。近年の調査では、超音波の警戒音が発せられると、コロニーの他のメンバーが応答することが示されている。子は遺伝的に親に似ている鳴き声を持つことで、大人たちは緊急時に自分の子の声を聞き取ることができる。
捕食者には、タカ類、イタチ類、アメリカアナグマ、コヨーテ、ヘビなどがいる。

### 食餌

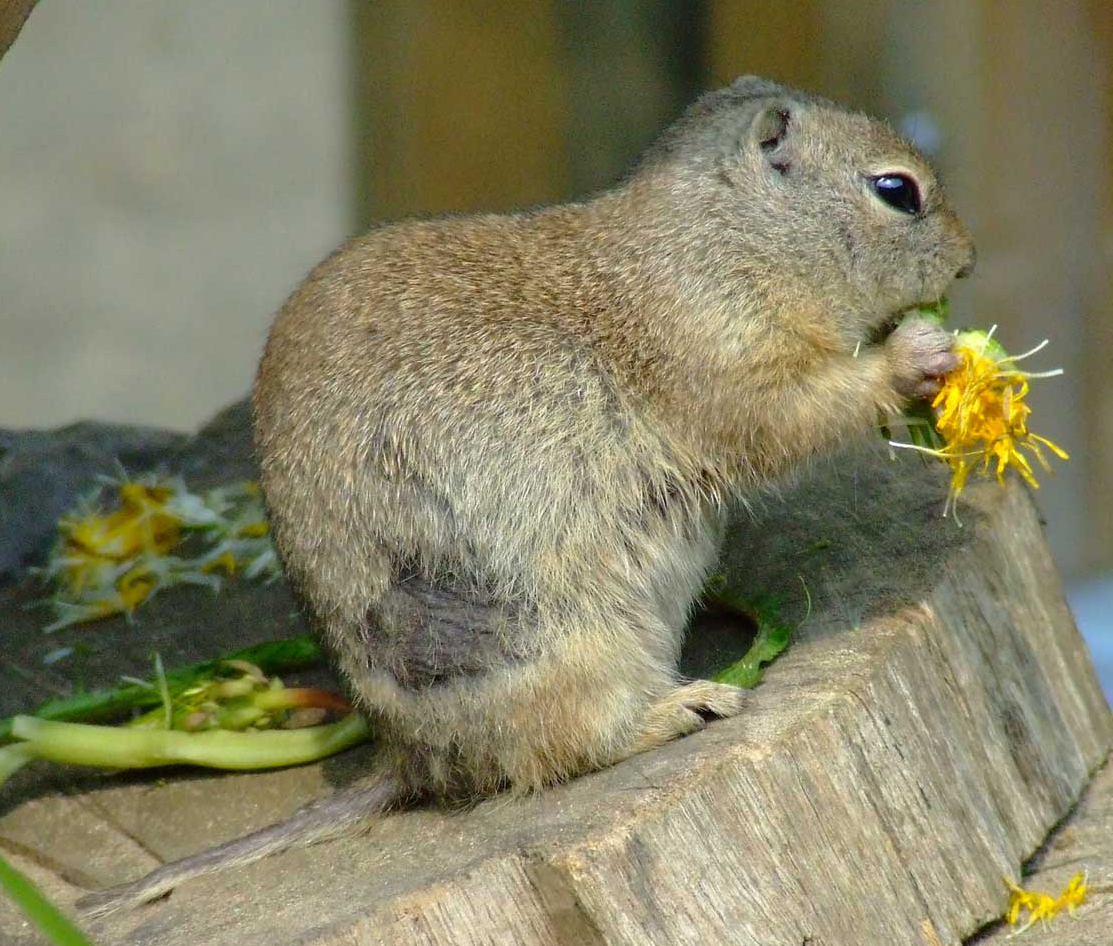
タンポポを食べるリチャードソンジリス

食性は主に草食性で、食物の80-100パーセントが植物で占められている。主にイネ科植物や広葉草本の葉、花、種子を食べ、昆虫を食べることもある。農地では、コムギやオオムギなどの作物の種子や若草を食べる。

### 冬眠
1年のうち6-8か月間を、地下の巣穴で冬眠して過ごす。大人は6月から、その年に生まれた子は遅れて8-10月頃から冬眠を開始する。オスは翌年3-4月に冬眠から目覚め、2-3週間後にメスが冬眠から目覚める前に縄張りを作り、繁殖に備える。

### 繁殖
年に1回繁殖する。2-3週間の繁殖期の間、オス同士で激しい縄張り争いが起こり、多くのオスが、争いによる怪我や冬眠前に蓄えた脂肪が枯渇して、命を落とす。こうした繁殖期の厳しさのため、メスの寿命が6年までなのに対して、オスの寿命はめったに2年を超えることがない。
繁殖は、メスが冬眠から目覚めた3-5日後に行われる。メスの発情期は約2-3時間で、その間に1-4頭のオスと地下の巣穴で交尾する。妊娠期間は22-23日間、一度の出産で3-11匹の子どもを産む。
子どもは生後28-30日まで地下の巣穴で過ごし、地上に現れるようになってから1-2週間で離乳し、1年で性成熟する。

## 名称
スコットランドの海軍医、博物学者、北極探検家である、ジョン・リチャードソン（「リチャードソン」とはリチャードの息子という意味）によって発見されたことから名付けられた。警戒時に尾を振るしぐさから、英語では別名フリッカーテール（flickertail）とも呼ばれる。アメリカのノースダコタ州は、リチャードソンジリスにちなんで州名の愛称をフリッカーテール州としている。地面に穴を掘って巣を作ることから、gopher（ゴーファー、和名ホリネズミ）と呼ばれることもあるが、これは間違った呼び方で、本来全く違うホリネズミ科の動物の名称である。

## 人間との関わり

### 管理対策

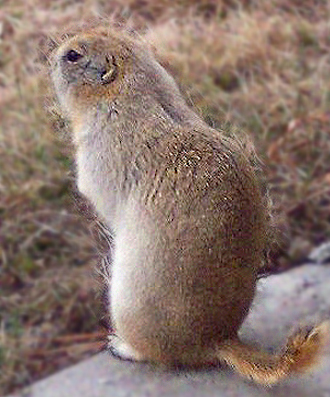
郊外の環境に生息するリチャードソンジリス

森林が農地造成のために開拓されたことで、生息範囲が拡大した。草原に限らず、時には郊外の環境にも適応する。郊外住宅地の歩道やテラスの下に彼らが掘ったトンネルを見つけることも一般的である。
農作物を荒らすことや、牛などの家畜が巣穴の入り口に足を踏み外し怪我をする危険性から、農業の害獣とみなされることがある。
農家や牧場主は、罠や銃殺、毒殺の他にもジリスを根絶する様々な方法を開発した。その方法のひとつに、巣穴を酸素とプロパンガスの混合物で満たし、引火するというものがある。この方法はジリスに脳震盪を起こさせて殺し、同時に巣穴のトンネルを崩す 。
しかしその対策範囲外にいるジリスは、やがては対策済みの土地にやってきて広がってしまう。
サスカチュワン州政府は2010年にリチャードソンジリスの害獣宣言を行い、自治体に管理対策を許可した
。
サスカチュワン州野生生物連合は、リチャードソンジリスの過剰な個体数を削減するため、2002年に12週間のゴーファー（ジリスの別称）・ダービーを開催した。
賞金はジリスの尾を証拠に、最も多くのジリスを殺した者に授与された。カナダ動物愛護協会は、この大会を残酷で野蛮なものだと批判した
 が、このダービーは2003年にも開催された。2004年には個体数が減少し、大会は中止された。

### ペット
リチャードソンジリスは野生動物だが、希少なペットとして飼育もされている。日本では感染症の予防及び感染症の患者に対する医療に関する法律（感染症法）第8章（感染症の病原体を媒介するおそれのある動物の輸入に関する措置）第54条に基づき、2003年からプレーリードッグの輸入が禁止になったことを受け、リチャードソンジリスが姿形や生態など比較的プレーリードッグに似ている輸入可能な動物として知られるようになった。しかしながら、基本的に単独生活である、野生下では冬眠をする、人に慣れるのに時間がかかるなど、プレーリードッグとは異なる点もあり、飼育情報もまだ少ないのが現状である。